# Christopher Barton
Christopher „Chris“ Bertram Ronald Barton (* 21. November 1927 in Celbridge, Irland; † 18. August 2013 in Christchurch, Neuseeland) war ein britischer Ruderer und 1948 Olympiazweiter im Achter.

## Leben
Barton stammte aus einer Familie von Militärs; sein Vater Derick Barton hatte 1924 im Modernen Fünfkampf an den Olympischen Spielen teilgenommen. Nach dem Besuch des St Columba’s College in Dublin besuchte Barton das Jesus College der University of Cambridge. 1948 gewann er mit dem Achter seiner Universität das Boat Race gegen Oxford.
Bei den Olympischen Spielen 1948 in London war Barton Mitglied des britischen Achters, der sich mit Siegen im Vorlauf und im Halbfinale für das Finale qualifizierte. Christopher Barton, Michael Lapage, Guy Richardson, Ernest Bircher, Paul Massey, Charles Lloyd, David Meyrick, Alfred Mellows und Steuermann Jack Dearlove erreichten das Ziel im Finale mit zehn Sekunden Rückstand auf den US-Achter, hatten aber drei Sekunden Vorsprung vor den drittplatzierten Norwegern.
Nach seinem Studienabschluss in Cambridge verlegte sich Christopher Barton auf die Landwirtschaft, zunächst in Australien und ab 1966 in Neuseeland.